# Belura, Basavakalyan
Belura là một làng thuộc tehsil Basavakalyan, huyện Bidar, bang Karnataka, Ấn Độ.